# African Ornamental Breeders Association
African Ornamental Breeders Association (AOBA) is een internationale vereniging die zich richt op de fok en instandhouding van sier- en nutsdieren in Afrika. Met meer dan 200.000 leden verspreid over 30 landen is AOBA de grootste internationale vereniging voor kleindierenfokkers in Afrika. 

## Geschiedenis
AOBA werd in 2019 opgericht door de Congolees-Belgische filantroop en ondernemer Jean Kiala-Inkisi. Tijdens een bezoek aan Kenia merkte hij de behoefte op aan een vereniging met rasstandaarden, aangezien veel Kenianen pluimvee uit Europa importeerden en fokten voor kwantiteit in plaats van kwaliteit. Ook waren raszuivere dieren vaak moeilijk te vinden. 
In West- en Centraal-Afrika zag hij dat exotische rassen, geïmporteerd via de Afrikaanse diaspora, aan populariteit wonnen, vaak ten koste van inheemse rassen. Geïnspireerd door de Europese Entente Européenne d'Aviculture et de Cuniculture en bestaande Zuid-Afrikaanse clubs zoals Poultry Club SA en SASPO, besloot hij een Afrikaanse tegenhanger op te richten. De vereniging richt zich voornamelijk op West-, Centraal- en Oost-Afrika, maar staat ook open voor leden uit andere regio’s 

## Belangrijke data
- September 2020 – Oprichting van het International Studbook for Djallonké Goat & Sheep (ISDGS), op verzoek van fokkers en regionale stamboekorganisaties uit diverse West- en Centraal-Afrikaanse landen.
- Maart 2021 – Toegang tot het ISDGS werd uitgebreid naar Europese fokkers van raszuivere schapen.
- Juni 2022 – Start van het African Brahma Maniacs-fokprogramma, met de import van Brahma-broedeieren uit België naar de Democratische Republiek Congo, inclusief eieren van Europese kampioensbloedlijnen.

## Organisatie
Het hoofdkantoor van AOBA is gevestigd in Lemfu, met regionale vertegenwoordigers in verschillende Afrikaanse landen. Jean Kiala-Inkisi fungeert als president en regionale vertegenwoordiger voor Centraal-Afrika. 